# Сад Виестура
Сад Вие́стура (латыш. Viesturdārzs, ранее Петровский парк, Царский сад) — современное название первого в истории Риги публичного сада, который в 1721 году был основан у границы города-крепости по распоряжению Петра I под названием Царского сада и в дальнейшем был известен как Петровский парк вплоть до реконструкции 1923 года, когда он был переименован в сад Виестура. Его площадь составляет 7,6 гектаров. Местность, в которой расположен парк, носит название Петерсала (Петровский остров — район между улицами Ханзас (Ганзейской), Ганибу дамбис (Выгонной дамбой) и островом Андрейсала).

## Распространённый фольклорный мотив о Петре Первом
В этом же году Пётр Первый лично посадил в именном парке вяз, о чём в наши дни свидетельствует плита с памятными надписями на русском и немецком языках, установка которой также относится к 1727 году. С этим фактом связаны ряд латышских народных преданий о русском царе, основным архетипическим сюжетным мотивом которых является посадка Петром чудесного дерева-исполина корнями вверх. При этом оно благополучно прорастает, в некоторых вариантах преданий даже приносит плоды.

## Сведения о строении парка
Первоначально сад имел регулярную планировку (был основан по образцу публичных садов западноевропейской, голландской системы), были проведены прямые дорожки, через него проходили несколько аллей, а также каналы. В том числе в парке были поставлены несколько монбижу (увеселительных павильонов), были поставлены перголы (беседки, густо покрытые зеленью со всех сторон), имелся боскет (элемент французского стиля паркового искусства).

## Первый праздник песни

Памятник К. Бауманису со словами Гимна Латвии

В 1873 году стараниями русской общины прибалтийских губерний совместно с представителями младолатышского движения на территории парка состоялся Первый всеобщий праздник песни, безусловно, одно из самых выдающихся культурных событий в среде латышского населения края, сыгравшее ключевую роль в подъёме национального самосознания латышского народа.

## Первая перепланировка (мастер Куфальдт)
В 1880 году было решено перепланировать парк уже в ландшафтном стиле. Разработкой проекта и претворением его в жизнь занялся известный остзейский мастер садово-паркового искусства Георг Фридрих Куфальдт (фактически одновременно с реконструкцией Царского парка он работал над планом переоформления рижского Верманского парка). В ходе переустройства в Петровском саду были интродуцированы многие деревья и кустарники.

## Вторая перепланировка (мастер Зейдакс)
В 1923 году новое городское самоуправление принимает решение о перепланировке парка, которую поручается осуществить ученику Куфальдта, известному в первой независимой Латвии мастеру Андрею Зейдаксу. Тогда же парку присваивается новое имя — Сад Виестура (по имени легендарного земгальского правителя Виестартса, одного из организаторов движения сопротивления немецким крестоносцам, который в 1228 году присоединил своё войско к куршскому войску Ламекина при совместно организованном нападении на Ригу, ставшей укреплённым немецким форпостом на территории Прибалтики). В парке находилось несколько сооружений, до наших дней сохранилось одно, расположенное в северо-западной части парка.

## Перенос Александровских ворот

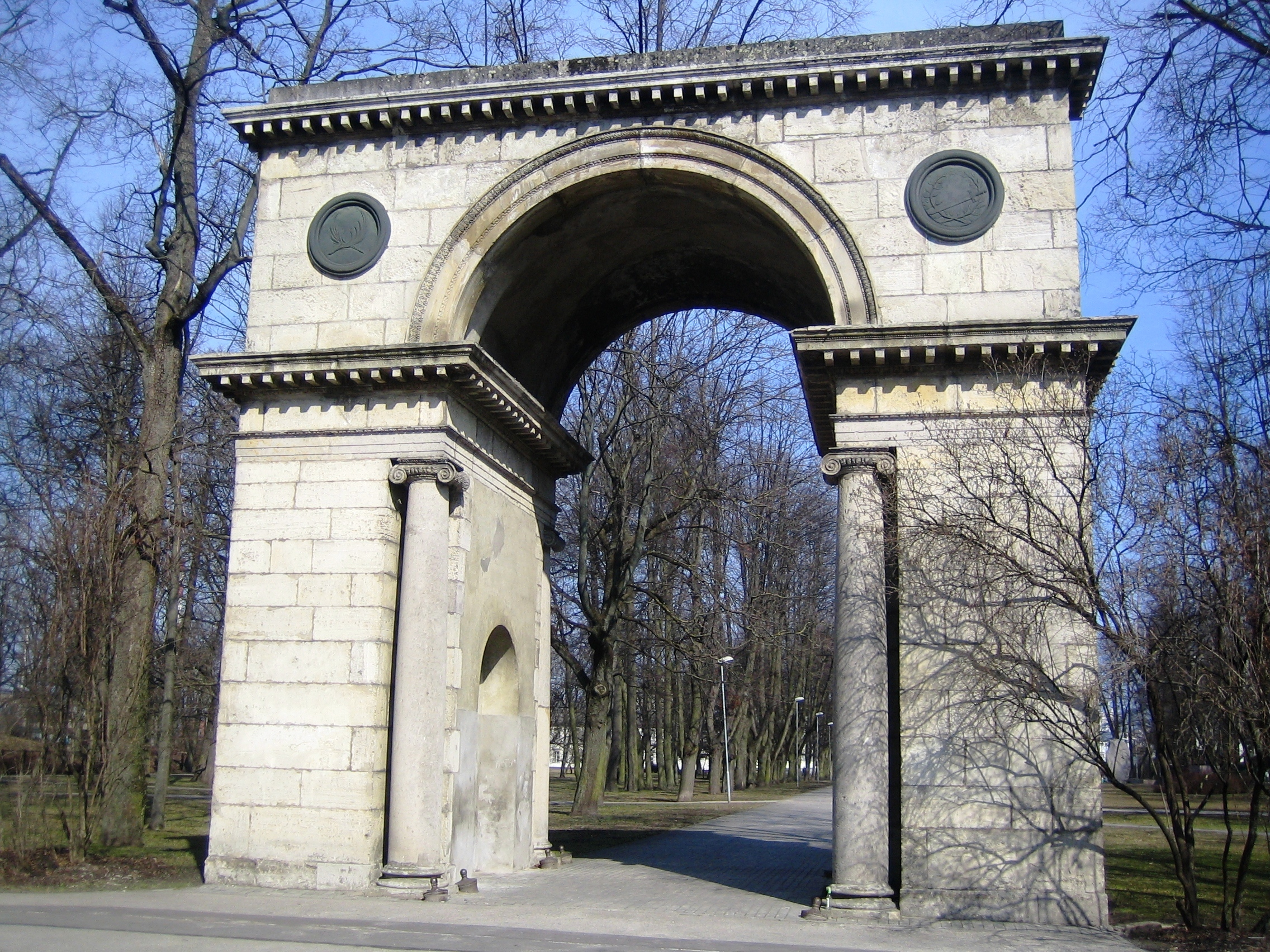
Александровские ворота

В 1936 году мэр Риги принимает решение о переносе из Шмерли Александровских ворот, примечательного рижского именного царского (в честь Александра I) памятника стиля классицизма.

## Советский период истории парка
В 1967 году установлена декоративная композиция «Леопарды» (гранит).
В 1973 году, в год столетнего юбилея первого вселатышского праздника песни, знаменовавшего собой наступление периода первого национального «пробуждения», парк снова поменял название — его было решено переименовать в Парк праздников песни.
В этом же году в парке был открыт Мемориальный ансамбль праздников песни (соавторы — скульптор Лев Буковский и главный художник Риги Георгс Бауманис).
В настоящий момент в парке произрастает 15 местных видов, в том числе особо охраняемый в Латвии граб обыкновенный, а также 57 форм интродуцированных древесных видов (например, амурский бархат).

## Виды парка

В парке
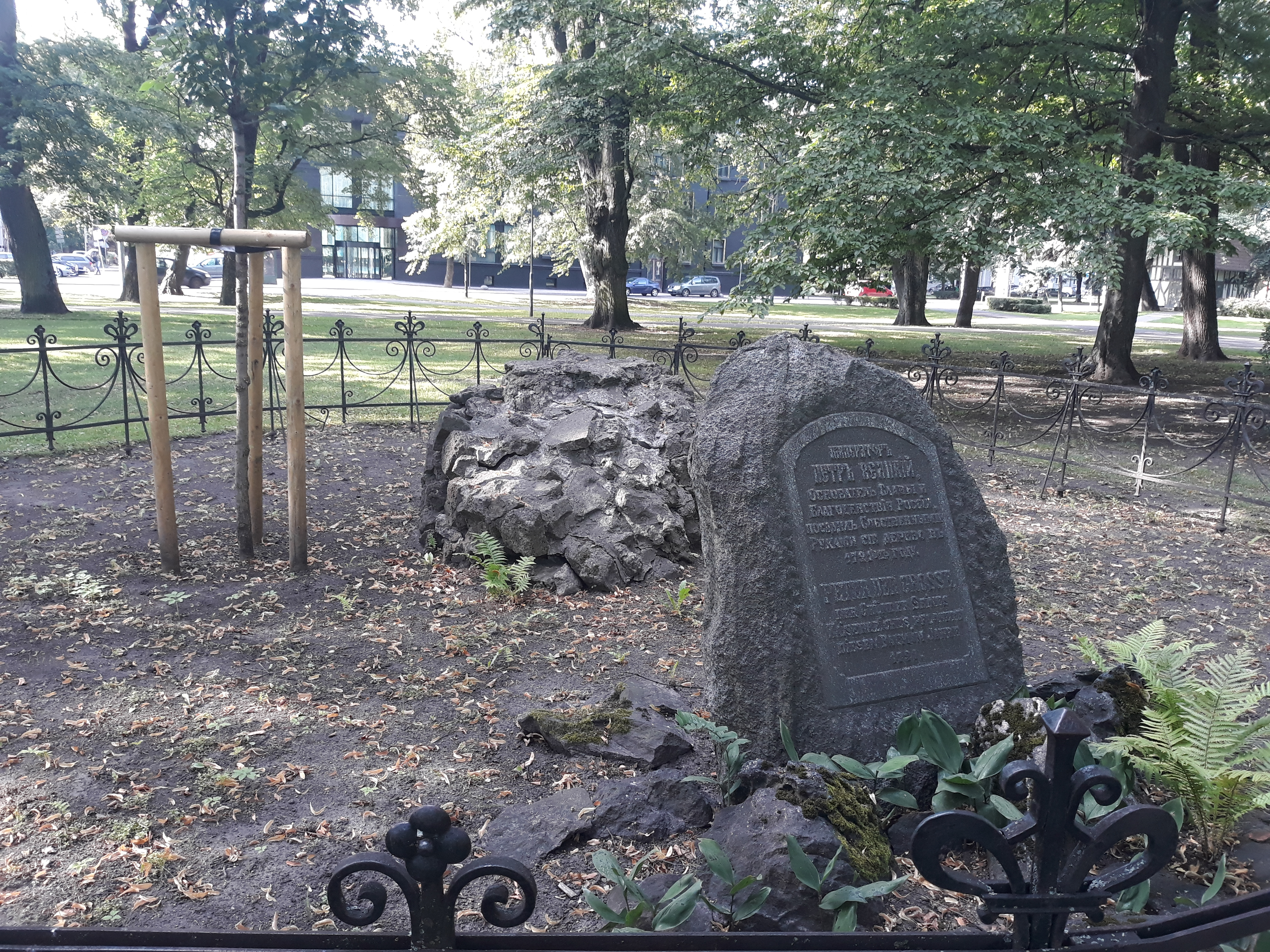
Памятный знак на месте посаженного Петром Первым вяза
Со стороны ул. Ханзас
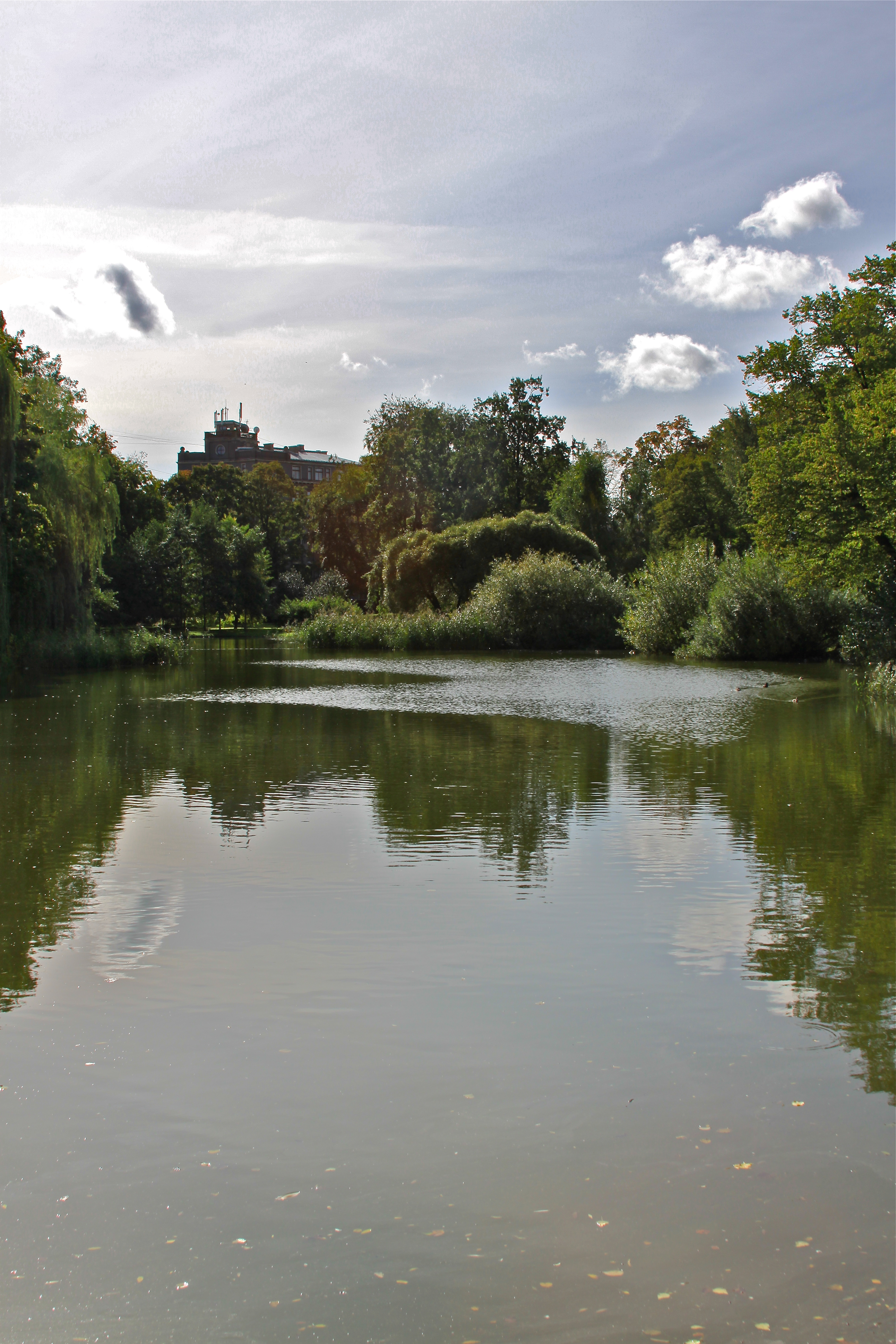
Парковый пруд